# Гомзіно
Го́мзіно (рос. Гомзино) — присілок у складі Частоозерського округу Курганської області, Росія.
Населення — 58 осіб (2010, 110 у 2002).
Національний склад станом на 2002 рік:
- росіяни — 93 %